# Richard Kreglinger
Richard Gustave Kreglinger (Antwerpen, 1 september 1885 - Bazel (Zwitserland), 2 november 1928) was een Belgisch advocaat, hoogleraar en politicus voor de Liberale Partij.

## Levensloop
Kreglinger, afstammeling van een Duitse familie uit Karlsruhe die sinds 1797 in Antwerpen was gevestigd, promoveerde tot doctor in de rechten en, na een korte tijd aan de universiteiten van Oxford en van Parijs, schreef hij zich in aan de balie van Antwerpen. Hij werd echter al vlug door academische activiteiten opgeslorpt. Hij werd hoogleraar (1919) aan de ULB en nam van Eugène Goblet d'Alviella de cursus 'geschiedenis van de religies' over. In 1920 werd hij hoogleraar aan de Koloniale Hogeschool in Antwerpen en doceerde er de 'prehistorie' en de 'geschiedenis van de filosofie en de etnologie'. In 1925 werd hij verkozen tot voorzitter van de beheerraad van de Koloniale Hogeschool.
In 1926 werd hij gemeenteraadslid van Antwerpen. Hij volgde in 1926 Louis Franck op als liberaal volksvertegenwoordiger voor het arrondissement Antwerpen, een mandaat dat door zijn dood vroegtijdig beëindigd werd.

## Publicaties
- Études sur l'origine et le développement de la vie religieuse
  - I. Les Primitifs, l'Egypte, L'Inde, la Perse, Brussel, 1919.
  - II. La religion chez les Grecs et les Romains, Brussel, 1920.
  - III. La religion d'Israël, Brussel, 1922.
- Les rapports de la morale et de la religion dans l'Antique Orient, Brussel, 1923.
- Grondbeginselen der godsdienstwetenschap, Brugge, 1924.
- L'Évolution religieuse de l'humanité, Parijs, 1926.
- Louis Franck als minister van Koloniën, in: De Vlaamse Gids, 1927.